# فرویو (نزدیک الکینز)، شهرستان رندولف، ویرجینیای غربی
فرویو (به انگلیسی: Fairview) یک منطقهٔ مسکونی در ایالات متحده آمریکا است که در شهرستان رندولف، ویرجینیای غربی واقع شده‌است. فرویو ۷۲۶٫۰۴ متر بالاتر از سطح دریا واقع شده‌است.